# Евел
Евел (фр. Ayvelles) насеље је и општина у североисточној Француској у региону Шампања-Ардени, у департману Ардени која припада префектури Шарлвил Мезјер.
По подацима из 2011. године у општини је живело 951 становника, а густина насељености је износила 174,5 становника/km². Општина се простире на површини од 5,45 km². Налази се на средњој надморској висини од 155 метара.

## Демографија
| 1962. | 1968. | 1975. | 1982. | 1990. | 1999. | 2011. |
| ----- | ----- | ----- | ----- | ----- | ----- | ----- |
| 410   | 418   | 511   | 603   | 816   | 769   | 951   |

График промене броја становника у току последњих година